# 2000 год в боксе
2000 год в боксе.

## Любительские бокс

### Олимпийские игры
| Категория | Золото                                            | Серебро                         | Бронза                      | Бронза                     |
| до 48 кг  | Брахим Аслум Франция                              | Рафаэль Лосано Испания          | Маикро Ромеро Куба          | Ким Ун Чхоль КНДР          |
| 51 кг     | Виджан Понлид Таиланд                             | Булат Джумадилов Казахстан      | Владимир Сидоренко Украина  | Жером Томас Франция        |
| 54 кг     | Гильермо Ортис Куба                               | Раимкуль Малахбеков Россия      | Кларенс Винсон США          | Сергей Данильченко Украина |
| 57 кг     | Бекзат Саттарханов Казахстан                      | Рикардо Хуарес США              | Камиль Джамалутдинов Россия | Тахар Тамсамани Марокко    |
| 60 кг     | Марио Кинделан Куба                               | Андрей Котельник Украина        | Кристиан Бехарано Мексика   | Александр Малетин Россия   |
| 63,5 кг   | Мухаммадкадыр Абдуллаев Узбекистан                | Рикардо Уильямс США             | Мохамед Аллалу Алжир        | Диогенес Лунья Куба        |
| 67 кг     | Олег Саитов Россия награждён Кубком Вэла Баркера. | Сергей Доценко Украина          | Виталий Грушак Молдова      | Дорель Симион Румыния      |
| 71 кг     | Ермахан Ибраимов Казахстан                        | Мариан Симион Румыния           | Джермен Тэйлор США          | Порнчай Тонгбуран Таиланд  |
| 75 кг     | Хорхе Гутьеррес Куба                              | Гайдарбек Гайдарбеков Россия    | Вугар Алекперов Азербайджан | Жолт Эрдеи Венгрия         |
| 81 кг     | Александр Лебзяк Россия                           | Рудольф Край Чехия              | Сергей Михайлов Узбекистан  | Андрий Федчук Украина      |
| 91 кг     | Феликс Савон Куба                                 | Султан Ибрагимов Россия         | Владимир Чантурия Грузия    | Себастьян Кёбер Германия   |
| св. 91 кг | Одли Харрисон Великобритания                      | Мухтархан Дильдабеков Казахстан | Паоло Видоц Италия          | Рустам Саидов Узбекистан   |

### Чемпионат Европы
| Весовая категория            | Золото                     | Серебро                    | Бронза                                             |
| ---------------------------- | -------------------------- | -------------------------- | -------------------------------------------------- |
| Минимальный вес (— 48 кг)    | Валерий Сидоренко Украина  | Сергей Казаков Россия      | Пал Лакатош Венгрия Марьян Велицу Румыния          |
| Наилегчайший вес (— 51 кг)   | Владимир Сидоренко Украина | Богдан Добреску Румыния    | Севдалин Маринов Болгария Юхо Толппола Финляндия   |
| Легчайший вес (— 54 кг)      | Агаси Агагюльоглу Турция   | Раимкуль Малахбеков Россия | Арам Рамазян Армения Дьёрдь Фаркаш Венгрия         |
| Полулёгкий вес (— 57 кг)     | Рамаз Палиани Турция       | Борис Георгиев Болгария    | Алексей Воробьёв Беларусь Фальк Хусте Германия     |
| Лёгкий вес (— 60 кг)         | Александр Малетин Россия   | Филипп Палич Хорватия      | Селим Палиани Турция Норман Шустер Германия        |
| Полусредний вес (— 63.5 кг)  | Александр Леонов Россия    | Димитр Штилянов Болгария   | Нурхан Сулейманоглу Турция Вилли Блейн Франция     |
| Первый средний вес (— 67 кг) | Бюлент Улусой Турция       | Валерий Бражник Украина    | Дариуш Есеявичус Литва Михай Котаи Венгрия         |
| Средний вес (— 71 кг)        | Аднан Сатич Германия       | Андрей Мишин Россия        | Дмитрий Усагин Болгария Никола Сьелкоса Югославия  |
| Второй средний вес (— 75 кг) | Жолт Эрдеи Венгрия         | Степан Божич Хорватия      | Александр Зубрицын Украина Юха Руокола Финляндия   |
| Полутяжёлый вес (— 81 кг)    | Александр Лебзяк Россия    | Клаудио Раско Румыния      | Милорад Гайович Югославия Али Исмаилов Азербайджан |
| Первый тяжёлый вес (— 91 кг) | Джексон Шане Франция       | Султан Ибрагимов Россия    | Эмиль Гарай Венгрия Андреас Густавссон Швеция      |
| Супертяжёлый вес (+ 91 кг)   | Алексей Лезин Россия       | Паоло Видоц Италия         | Инциг Кок Германия Баграт Оганян Армения           |

## Профессиональный бокс

### Тяжёлый вес
- Леннокс Льюис лишён титула WBA за отказ от встречи с  Джоном Руисом.
- 1 апреля  Виталий Кличко потерпел первое поражение на профи ринге. Проиграл RTD9 титул WBO,  Крису Бёрду.
- 29 апреля  Леннокс Льюис защитил KO2 титулы WBC, IBF, IBO и The Ring в бою с  Майклом Грантом.
- 15 июля  Леннокс Льюис защитил TKO2 титулы WBC, IBF, IBO и The Ring в бою с  Франсуа Ботой.
- 12 августа  Эвандер Холифилд в бою за вакантный титул WBA, победил UD  Джона Руиса.
- 14 октября  Владимир Кличко взял реванш за брата и победил UD  Криса Бёрда, и выиграл титул чемпиона мира по версии WBO.
- 11 ноября  Леннокс Льюис защитил UD титулы WBC, IBF, IBO и The Ring в бою с  Дэвидом Туа.

### Первый тяжёлый вес
- Хуан Карлос Гомес трижды защитил титул чемпиона мира WBC, и перешёл в супертяжёлый вес.
- 12 февраля  Василий Жиров защитил TKO9 титул IBF в бою с  Саулем Монтаной.